# 単輸送体

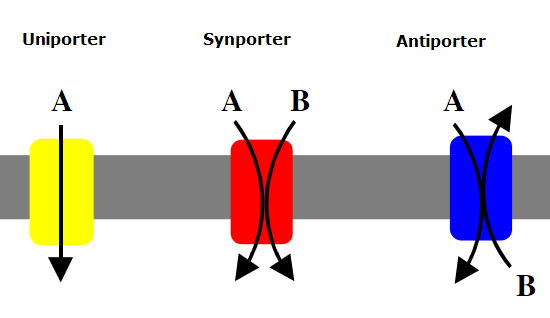
膜輸送体の比較

単輸送体（たんゆそうたい、英: Uniporter）、溶質輸送体（ようしつゆそうたい、英: Solute carrier）、促進輸送体（そくしんゆそうたい、英: Facilitated transporter）は膜輸送蛋白質の一種であり、溶質（小分子、イオン、その他の物質）を細胞膜を通過させて受動的に輸送する。促進拡散を利用して、高濃度領域から低濃度領域への溶質の濃度勾配に従って移動させる。能動輸送とは異なり、機能するためにATPのエネルギーを必要としない。単輸送体は、1つの特定のイオンや分子を運ぶことに特化しており、チャネルまたはキャリアのいずれかに分類される。促進拡散は、単輸送、同伴輸送（共輸送）、対向輸送（交換輸送）の3つの機序により発生する。各機構の違いは輸送の方向によって異なり、ユニポートは他の溶質の輸送と結合しない唯一の輸送である。
単輸送チャネルは刺激に反応して開き、特定の分子の自由な流れを可能にする。単輸送キャリア蛋白質は、一度に1つの分子または基質と結合して機能する。
単輸送チャネルの制御には次のような刺激が用いられる。
1. 電位差 – 膜内外の電位差による制御
2. 圧力 – 物理的圧力による制御（耳の蝸牛など）
3. リガンド – 細胞内または細胞外でリガンドが結合することによる制御

単輸送体はミトコンドリア、細胞膜、神経細胞に存在する。ミトコンドリア内の単輸送体はカルシウムの取り込みを担っている。カルシウムチャネルは細胞シグナル伝達とアポトーシスの誘発に使用される。カルシウム単輸送体はミトコンドリア内膜を横切ってカルシウムを輸送し、カルシウムが一定濃度以上に上昇すると活性化される。アミノ酸輸送体は脳細胞における神経伝達物質産生のために中性アミノ酸を輸送する。電位依存性カリウムチャネルも神経細胞に見られる単輸送体で、活動電位に不可欠である。このチャネルは、ナトリウム・カリウムポンプによって生成される電圧勾配によって活性化される。膜がある電圧に達するとチャネルが開き、膜が脱分極して活動電位が膜を伝播する。グルコース輸送体は細胞膜に存在し、血液や細胞外からグルコースを細胞内に取り込み、エネルギーを生成する代謝プロセスに供されている。
単輸送体は、栄養の吸収、老廃物の除去、イオンバランスの維持など、細胞内の特定の生理的プロセスに不可欠である。

## 発見の経緯

輸送蛋白質による促進拡散

19世紀から20世紀の浸透と拡散に関する初期の研究は、細胞膜を横切る分子の受動的な動きを理解するための基礎を提供した。
1855年に生理学者のアドルフ・フィックは、浸透と単純拡散を、溶質が高濃度の領域から低濃度の領域へ移動する傾向として初めて定義した。これはフィックの拡散の法則としても非常によく知られている。1890年代のチャールズ・オーバートンの研究により、生体膜が半透性であるという概念が細胞内外の物質の調節を理解する上で重要となった。ヴィッテンベルクとショランダーによる促進拡散の発見により、細胞膜の蛋白質が分子の輸送を助けていることが示唆された。1960年代から1970年代にかけて、グルコースや他の栄養素の輸送に関する研究は、膜輸送蛋白質の特異性と選択性を浮き彫りにした。
生化学の技術的進歩により、細胞膜からこれらのタンパク質を分離し、特徴づけることが可能となった。細菌と酵母の遺伝学的研究により、輸送体をコードする遺伝子が同定された。これによってグルコース輸送体（GLUT蛋白質）が発見され、GLUT1が最初に特性決定された。溶質輸送体（Solute carrier; SLC）ファミリーなど、様々な輸送体をコードする遺伝子ファミリーの同定も、単輸送体とその機能に関する知識を進歩させた。
最近の研究では、単輸送体の機能を理解するために、組換えDNA技術、電気生理学、高度な画像化技術を使用する技術に焦点が当てられている。これらの実験は、輸送体遺伝子をクローニングして宿主細胞で発現させ、単輸送体の3次元構造をさらに解析するとともに、蛋白質を介したイオンの動きをリアルタイムで直接観察することを目的としている。単輸送体の変異の発見は、GLUT1欠損症候群、嚢胞性線維症、ハートナップ病、原発性高シュウ酸尿症、低カリウム性周期性四肢麻痺などの疾患と関連している。

## 実例

### グルコース輸送体（Glucose transporter; GLUT)
グルコース輸送体（GLUT）は、細胞膜を介したグルコース分子の促進拡散を担う単輸送体の一種である。グルコースは殆どの生体細胞にとって重要なエネルギー源であるが、分子サイズが大きいため、細胞膜を自由に移動することができない。グルコース輸送体は、膜を横切るグルコースの特異的輸送に特化している。GLUT蛋白質には数種類のアイソフォームがあり、それぞれが異なる組織に分布し、異なる輸送速度特性を示す。

グルコース輸送体

GLUTは、12個のα-ヘリックス膜貫通領域からなる膜貫通蛋白質である。GLUTタンパク質はSLA2 遺伝子によってコードされ、アミノ酸配列の類似性に基づいて3つのクラスに分類される。ヒトでは14種類のGLUTタンパク質を発現することが知られている。クラスIのGLUTには、最も研究されているアイソフォームの一つであるGLUT1とGLUT2が含まれる。GLUT1は赤血球、脳、血液脳関門などの様々な組織に存在し、基礎的なグルコースの取り込みを担っている。GLUT2は主に肝臓、膵臓、小腸に存在し、膵臓β細胞からのインスリン分泌に重要な役割を果たしている。クラスIIにはGLUT3とGLUT4が含まれる。GLUT3は主に脳、神経細胞、胎盤に存在し、神経細胞へのグルコース取り込みを促進する際にグルコースと高い親和性を持つ。GLUT4はインスリン制御下でのグルコース取り込みに関与し、主に筋肉や脂肪組織などのインスリン感受性組織に存在する。クラスIIIにはGLUT5が含まれ、小腸、腎臓、精巣、骨格筋に存在する。他のGLUTとは異なり、GLUT5はグルコースよりもむしろフルクトースを選択的に輸送する。
グルコース輸送体は、グルコース分子が濃度の高い領域から低い領域へと濃度勾配を下って移動することを可能にする。このプロセスには、細胞外空間や血液からグルコースを細胞内に取り込むことがしばしば含まれる。グルコース濃度により確立された濃度勾配は、ATPを必要とせずにこのプロセスを促進する。
グルコースがGLUTに結合すると蛋白質チャネルは立体配座変化を起こし、膜を越えてグルコースを輸送する。グルコースが解離すると、タンパク質は元の形状を復元する。グルコース輸送体は脳、筋肉、腎臓において代謝に十分な量のエネルギー基質を供給しており、高いエネルギー需要を必要とする生理的プロセスを遂行するために不可欠である。糖尿病はグルコース代謝に関与する疾患の一例であり、疾患管理におけるグルコース取り込み調節の重要性を浮き彫りにしている。

### ミトコンドリアカルシウム単輸送体（MitochondrialCa2+uniporter; MCU）
ミトコンドリアカルシウム単輸送体（MCU）はミトコンドリアマトリックス内に存在する蛋白質複合体で、細胞質からマトリックス内にカルシウムイオン（Ca2+）を取り込む機能を持つ。カルシウムイオンの輸送は、ミトコンドリアにおけるエネルギー産生、細胞質カルシウム信号伝達、細胞死を調整する細胞機能において特に利用されている。単輸送体は細胞質のカルシウム濃度が1μM以上になると活性化される。
MCU複合体は、輸送体を形成するサブユニット、制御サブユニットMICU1およびMICU2、補助サブユニットEMREの4つの部分から構成されている。これらのサブユニットは連携してミトコンドリアにおけるカルシウムの取り込みを制御する。具体的には、EMREサブユニットはカルシウムの輸送に機能し、MICUサブユニットはMCUの活動を厳密に制御して細胞質内のカルシウム濃度の過負荷を防止する。カルシウムは細胞内のシグナル伝達経路だけでなく、細胞死経路にも不可欠である。ミトコンドリア単輸送体の機能は、細胞の恒常性を維持するために重要である。
MICU1+MICU2サブユニットはヘテロ二量体であり、ジスルフィド結合で結ばれている。細胞質内のカルシウム濃度が高くなると、MICU1-MICU2ヘテロダイマーは立体配座変化を起こす。ヘテロ二量体サブユニットは協調的に活性化される。これはヘテロ二量体中のMICUサブユニットの1つにCa2+が結合すると、もう1つのMICUサブユニットの立体構造が変化することを意味する。カルシウムの取り込みはナトリウム・カルシウム交換体によってバランスを保たれている。

### L型アミノ酸輸送体（Large neutral amino acid transporter; LAT1）

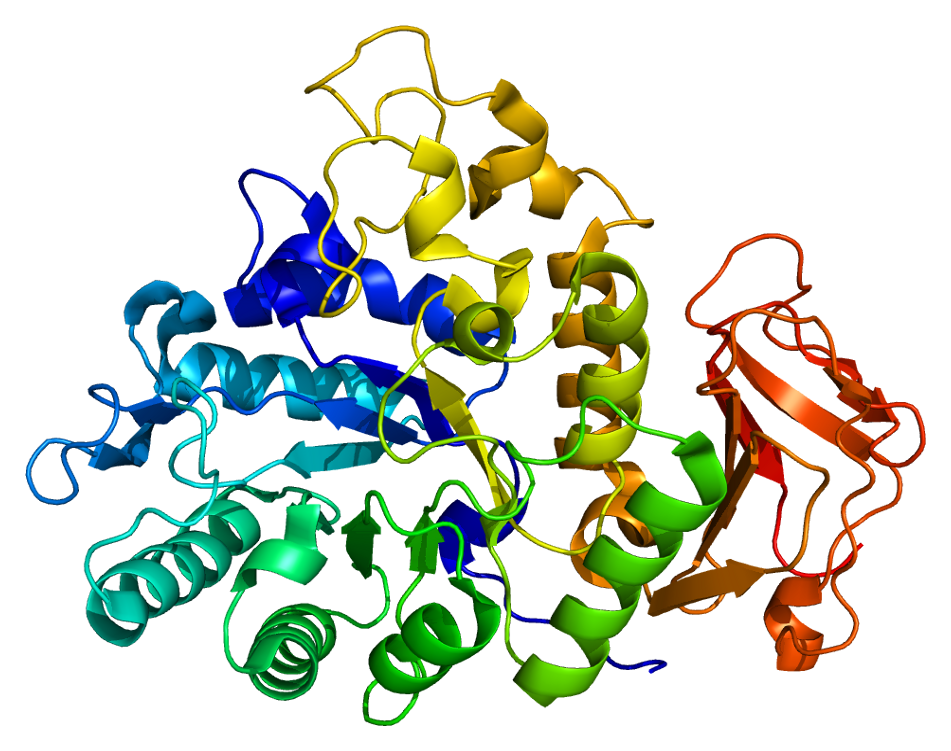
LAT1をコードするSLC3蛋白質遺伝子

L型アミノ酸輸送体（LAT1）は、L-トリプトファン、ロイシン、ヒスチジン、プロリン、アラニンなどの中性アミノ酸の輸送を仲介する単輸送体である。フェニルアラニンやトリプトファンなどの芳香族アミノ酸は、ドーパミン、セロトニン、ノルエピネフリンなどの神経伝達物質の前駆体である。LAT1は大きな分岐鎖または芳香族側鎖を持つアミノ酸の輸送を好む。アミノ酸輸送体は、代謝や細胞シグナル伝達などの細胞プロセスの為に、必須アミノ酸を腸管上皮、胎盤、血液脳関門に移動させる機能を持つ。輸送体は中枢神経系において特に重要であり、脳細胞における蛋白質合成や神経伝達物質生成に必要なアミノ酸を供給している。フェニルアラニンやトリプトファンなどの芳香族アミノ酸は、ドーパミン、セロトニン、ノルアドレナリンなどの神経伝達物質の前駆体である。
LAT1は、輸送体のSLC7ファミリーの膜蛋白質であり、SLC3ファミリーの4F2hcと共に、4F2hc複合体として知られるヘテロ二量体複合体を形成する。ヘテロ二量体は、ジスルフィド結合によって共有結合した軽鎖と重鎖から成る。軽鎖は輸送を行う部分であり、重鎖は二量体を安定化させるために必要である。
LAT1が単輸送体なのか交換輸送体なのかについては議論がある。この輸送体は、濃度勾配を下って一方向にアミノ酸を細胞内へ輸送するという単輸送特性を持つ。しかし最近この輸送体は、細胞内に豊富に存在するアミノ酸と中性のアミノ酸を交換するアンチポーターの性質を持っていることが解ってきた。LAT1の過剰発現はヒトの癌で発見されており、癌の代謝に関与していることが示されている。

### 受動拡散型ヌクレオシド輸送体（Equilibrative nucleoside transporters; ENT）
ヌクレオシド輸送体（平衡型ヌクレオシド輸送体）は、ヌクレオシド、核酸塩基、治療薬を細胞膜を横切って輸送する単輸送体である。ヌクレオシドは核酸合成の単位要素であり、ATP/GTPを生成するエネルギー代謝の主要成分である。また、アデノシンやイノシンなどのプリン受容体のリガンドとしても機能する。ENTは、ヌクレオシドを濃度勾配に沿って輸送する。また、腫瘍やウイルス感染の治療の為に、ヌクレオシド類縁体を細胞内の標的に送達する能力もある。
ENTは主要促進因子スーパーファミリー (Major Facilitator Superfamily; MFS)に属し、clamp-and-switchモデルを用いてヌクレオシドを輸送することが示唆されている。このモデルでは、まず基質が輸送体に結合し、閉塞状態（clamp）を形成する立体配座変化をもたらす。次に、輸送体は膜の反対側を向くように切り替わり（switch）、結合した基質を放出する。
ENTは原生動物と哺乳類で発見されている。ヒトにおいてはENT3（hENT1-3）とENT4（hENT4）輸送体が知られている。hENT1は主に副腎、卵巣、胃、小腸に発現しており、hENT2は主に神経組織と、一部の皮膚、胎盤、膀胱、心筋、胆嚢に発現している。hENT3は大脳皮質、側脳室、卵巣、副腎で高発現している。hENT4は膜を介した有機陽イオンと生体アミンの移動を促進する為、細胞膜モノアミン輸送体（Plasma membrane monoamine transporter; PMAT）として広く知られている。

## 機序

細胞膜を横断する単輸送の機序

単輸送体は濃度勾配を下って細胞膜を通過する受動輸送によって分子やイオンを輸送する。
単輸送体の片側に特定の基質分子が結合して認識されると、輸送体蛋白質の立体配座が変化する。これにより輸送体蛋白質の3次元形状が変化して、基質分子が蛋白質の構造内に確実に捕捉される。その後、基質は膜を越えて反対側に移動する。膜の反対側で、単輸送体は再び立体配座を変化させて基質分子を放出する。単輸送体は最初の配座に戻り、別の分子を結合させて輸送する。
共輸送体や交換輸送体とは異なり、単輸送体は濃度勾配に基づいて1つの分子／イオンを一方向に輸送する。このプロセス全体で、膜を横切る基質の濃度差が単輸送体による輸送の原動力となる。このプロセスにはATPの形の細胞エネルギーは消費されない。

## 生理学的過程
単輸送体は様々な細胞機能の遂行に不可欠な役割を果たしている。各単輸送体は、細胞膜を横切って特定の分子やイオンの輸送を促進するよう特化されている。単輸送体が果たす生理的役割の例としては、以下のようなものがある：
1. 栄養素の取り込み： 単輸送体は、細胞内への必須栄養素の輸送を促進する。グルコース輸送体（GLUT）は、エネルギー生産のためにグルコースを取り込む単輸送体である[29]。
2. イオンの恒常性維持：単輸送体はイオン（Na+
 K+
, Ca2+, Cl−
）のバランスを維持する[30]。
3. 代謝： 単輸送体は、代謝経路、蛋白質合成、エネルギー産生に必要な必須イオン、アミノ酸、分子の輸送に関与する[20]。
4. 細胞内シグナル伝達：カルシウム単輸送体はシグナル伝達に不可欠な細胞間カルシウムレベルの調節に寄与している[1]。
5. 老廃物の除去： 単輸送体は細胞から代謝廃棄物（英語版）や毒素を除去する。
6. pH調節（英語版）： 単輸送体によるイオン輸送は、細胞内の酸塩基平衡の維持にも貢献している[31]。

## 変異
単輸送体をコードする遺伝子に変異が生じると、機能不全の輸送体蛋白質が形成される。この単輸送体の機能喪失は、様々な疾患や障害の原因となる細胞機能の崩壊を引き起こす。   
| 変異遺伝子                                               | 疾患                       | 症状                                                                                               |
| -------------------------------------------------------- | -------------------------- | -------------------------------------------------------------------------------------------------- |
| グルコース輸送体（GLUT）をコードするSLC2A1 遺伝子の変異  | GLUT1欠損症候群            | 血液脳関門を通過するグルコース輸送が障害され、痙攣、発達遅延、運動障害などの神経症状が現れる。     |
| イオンチャネルをコードするCFTR 遺伝子の変異              | 嚢胞性線維症               | 粘度の高い粘液が形成されるため呼吸や消化に問題が生じ、主に肺や消化器系など複数の臓器が影響される。 |
| カリウムチャネルをコードするKCNA1 遺伝子の変異           | 低カリウム性周期性四肢麻痺 | 周期的な筋力低下；輸送活性の変化によるカリウム濃度の低下と関連する。                               |
| アミノ酸輸送体をコードするSLC6A19 遺伝子の突然変異       | ハートナップ病             | 腸や腎臓における特定のアミノ酸の吸収障害                                                           |
| ペルオキシソーム膜輸送体をコードするAGXT 遺伝子の変異    | 原発性高シュウ酸尿症       | 代謝性疾患；シュウ酸塩が蓄積し、腎臓結石や腎臓障害を引き起こす。                                   |
| 平衡型ヌクレオシド輸送体をコードするSLC29A3 遺伝子の変異 | H症候群                    | 色素沈着、多毛、肝脾腫、心奇形、難聴、性腺機能低下、低身長、高血糖などが認められる。               |